# Skandalblatt
Skandalblatt ist ein US-amerikanischer Kriminalfilm aus dem Jahr 1952 von Phil Karlson mit Broderick Crawford, Donna Reed und John Derek in den Hauptrollen. Der Film noir wurde von Columbia Pictures produziert und basiert auf dem Roman The Dark Page von Samuel Fuller.

## Handlung
Der ehrgeizige Reporter Steve McCleary vom „New York Express“ überbringt seinem Chefredakteur und Mentor Mark Chapman seinen neuesten Bericht über einen brutalen Mord. Chapman nimmt an einer Versammlung teil, die von Aktionären einberufen wurde, die über das Abgleiten der Zeitung in die Boulevardpresse verärgert sind. Chapman weist darauf hin, dass die stetig steigende Auflage hohe Dividenden bringe. 
Als die Reporterin Julie Allison eine Wette mit Steve verliert, muss sie ihn und Chapman zum Abendessen einladen. Unterwegs trifft das Trio auf Charlie Barnes, einen ehemals erfolgreichen Redakteur, der jetzt auf der Kippe steht und dem Julie zu helfen versucht. Nach dem Abendessen besuchen Chapman und die anderen eine vom Express gesponserte Veranstaltung namens „Lonely Hearts Club“, bei der Singles die Möglichkeit haben, einen passenden Partner zu finden. Chapman ist fassungslos, als Charlotte Grant, die Frau, die er vor zwanzig Jahren verlassen hat, aus der Menge auf ihn zukommt. Chapman willigt ein, mit ihr zu sprechen, und sie gehen in ihr heruntergekommenes Zimmer, wo sie eine Erklärung für sein Verhalten und seinen Identitätswechsel verlangt. Chapman bietet ihr eine schnelle Scheidung an, doch als Charlotte ihre Absicht verkündet, Chapman durch die Offenlegung seiner Vergangenheit zu ruinieren, stößt er sie wütend gegen die Wand, wodurch sie heftig mit dem Kopf gegen ein Rohr schlägt. Erschrocken erkennt Chapman, dass Charlotte tot ist. Er nimmt hastig alle persönlichen Dinge von Charlotte an sich, darunter auch einen Pfandschein und den Lonely Hearts Club-Mitgliedsausweis. Er zerstört alles, nur den Pfandschein bewahrt er auf.
Am nächsten Morgen ist Steve der erste Reporter am Tatort und entdeckt Teile des Mitgliedsausweises. Nachdem Steve zusätzliche Informationen von einem Kontakt im Leichenschauhaus erhalten hat, gleicht Steve das Tatfoto mit einem Foto der Mitglieder des Lonely Hearts Club ab. Aufgeregt präsentiert er Chapman die Fotos und die melodramatische Geschichte, der zögernd zustimmt, eine Extraausgabe mit einem Artikel über den Lonely-Hearts-Mord zu veröffentlichen. Später am Abend geht Chapman zum Pfandleihhaus, doch gerade als er eintreten will, trifft er auf Charlie. Um ihn loszuwerden, wirft Chapman dem älteren Mann etwas Geld zu, ohne zu bemerken, dass sich der Pfandschein zwischen die Geldscheine geschoben hat. Chapman eilt davon, der neugierige Charlie nutzt den Pfandschein, um einen Koffer auszulösen. Darin entdeckt er zwei gerahmte Fotos, eines von Charlotte mit einem Mann im Profil und ein anderes von Charlotte und Chapman. Als er Charlotte aus dem Zeitungsbericht erkennt, schließt er daraus, dass Chapman ihr Mörder sein muss. Charlie eilt in eine Bar, wo er Julie anruft und erklärt, dass er die Identität des Mörders kenne. Da sie sicher ist, dass Charlie betrunken ist, gibt sie Steve das Telefon, der über Charlies Aussage lacht und ihm vorschlägt, seine Geschichte der Konkurrenzzeitung „The Leader“ zu erzählen. In seinem Büro stellt Chapman fest, dass er den Pfandschein verloren hat, und erfährt durch Steve von Charlies Anschuldigung. Charlie nimmt das Foto von Charlotte und Chapman an sich und lässt das andere im Koffer an der Bar zurück. Einen Block von den Büros von „The Leader“ entfernt wird Charlie jedoch von Chapman angehalten, der das Foto verlangt und den älteren Mann dann zu Tode schlägt. 
Am nächsten Morgen im Leichenschauhaus findet Steve, der von Charlies Tod und Julies emotionaler Reaktion betroffen ist, den Koffer, der zusammen mit dem verbliebenen Foto Papiere mit einem Heiratsdatum in Connecticut enthält. Er bringt den Koffer zu Chapman und erklärt, dass er glaube, der Mann auf dem Foto sei Charlottes Ehemann und müsse der Mörder sein. Chapman stimmt zu, dass Steve das Foto veröffentlicht und seine Recherche fortsetzt. Er setzt für weitere Informationen sogar eine Belohnung von 1.000 Dollar aus. Steve trommelt mehrere Landstreicher zusammen, um Einzelheiten über Charlies letzte Stunden zu erfahren. Einer der Männer gibt an, Charlie auf der Straße vor dem Pfandhaus mit einem Mann sprechen gesehen zu haben. Steve bringt den Mann zu Chapman, den er aber nicht wiedererkennt. Später am Nachmittag erfährt Steve, dass Julie gekündigt hat und geht in ihre Wohnung, um sie davon zu überzeugen, ihm bei der Lösung des Falls zu helfen. Sie willigt ein, ihm dabei zu helfen, die Aufzeichnungen aus Connecticut zu untersuchen, um den Richter oder Geistlichen zu finden, der das Paar auf dem Foto getraut hat. 
Chapman wird zunehmend besorgt, erlaubt Steve und Julie jedoch, für eine Woche nach Connecticut zu reisen. Er versucht ergebnislos den dortigen Richter Hacker zu erreichen. Nach drei Tagen haben Steve und Julie noch keine Ergebnisse. Chapman befiehlt ihnen, zurückzukehren. Steve besteht darauf, die ganze Woche zu bleiben, und erhält kurz darauf einen Anruf vom pensionierten Richter Hacker, der ein Foto hat, das mit dem abgedruckten Foto übereinstimmt. Steve schickt Chapman ein Telegramm und spät in der Nacht holt er Richter Hacker in die Redaktion hinzu, der das Foto als das von George und Charlotte Grant identifiziert hat, einem Paar, das er vor zwanzig Jahren vermählt hat. Chapman ordnet die Unterbringung des Richters in einem örtlichen Hotel an, doch als er anbietet, ihn privat zu begleiten, lehnt Richter Hacker ab, da er ihn erkannt hat. Steve ist skeptisch, aber Julie glaubt dem Richter und erklärt, dass Spuren von Haaren und Haut unter Charlottes Nägeln die Behauptung des Richters stützen könnten. Als Chapman eine Waffe zieht und gesteht, ruft ein entsetzter Steve die Polizei. Lieutenant Davis kommt in dem Moment an, als Chapman Steve Anweisungen gibt, wie er die Zeitung für den nächsten Tag mit der Überschrift des Geständnisses gestalten soll. Als Davis seine Waffe zieht, dreht sich Chapman um und schießt in den Boden. Davis, im Glauben, dass sich Chapman zur Wehr setzt, erschießt ihn. Mit Steves Geschichte über den Lonely-Hearts-Mord in der Morgenzeitung erreicht die Express-Auflage ein Allzeithoch.

## Hintergrund
Gedreht wurde der Film von Ende April bis Mitte Mai 1951.
Aus einer Zeitungsmeldung aus dem Jahr 1948 ging hervor, dass John Payne für den Produzenten Sidney Buchman die Hauptrolle in dem Film übernehmen sollte. Zwei Jahre später wurde in einem anderen Artikel vermerkt, dass William Holden neben Broderick Crawford für den Produzenten Jules Schermer die Hauptrolle spielen sollte.
In einem Artikel aus dem Jahr 1950 wurde bekannt gegeben, dass der Agent Arthur Landau Columbia auf 10.000 Dollar verklagte und behauptete, das Drehbuch Schermer und dem Studio angeboten zu haben. Aus demselben Artikel ging hervor, dass sich der Autor Sam Fuller ebenfalls in einem Rechtsstreit gegen die Famous Artists Corporation befand. Der Meldung zufolge verkaufte Fuller seinen Roman „The Dark Page“ für 15.000 US-Dollar an H-F Productions, und Regisseur Howard Hawks investierte 25.000 US-Dollar für die Vorproduktion für den Produzenten Jules Furthman. Monterey Productions kaufte den Roman später und verkaufte ihn dann an Motion Pictures Investors, Inc., die ihn dann für 10.000 US-Dollar an Columbia Pictures verkaufte. In seiner Klage behauptete Fuller, der Wert des Romans belaufe sich auf 100.000 US-Dollar. Ein Zeitungsartikel aus dem Jahr 1951 wies darauf hin, dass Fullers erfolgreiche Produktion von „Die Hölle von Korea“ das Interesse an der Produktion von „The Dark Page“ wiederbelebte. Die Ergebnisse der Klagen von Landau und Fuller sind unbekannt.
Robert Peterson oblag die künstlerische Leitung. William Kiernan war für das Szenenbild zuständig, Jean Louis für die Kostüme. Musikalischer Direktor war Morris Stoloff.

## Synchronisation
| Rolle            | Schauspieler       | Deutscher Synchronsprecher |
| ---------------- | ------------------ | -------------------------- |
| Mark Chapman     | Broderick Crawford | Hans Hinrich               |
| Julie Allison    | Donna Reed         | Carola Höhn                |
| Steve McCleary   | John Derek         | Dietrich Haugk             |
| Charlie Barnes   | Henry O’Neill      | Walter Holten              |
| Biddle           | Henry Morgan       | Arnold Marquis             |
| Lt. Davis        | James Millican     | Wolf Ackva                 |
| Frank Madison    | Jonathan Hale      | Klaus W. Krause            |
| Bailey           | Jay Adler          | Bum Krüger                 |
| Edwards          | Eugene Baxter      | Wolfgang Eichberger        |
| Pfandleiher Pete | Don Beddoe         | Anton Reimer               |
| Heeney           | Charles Cane       | Werner Lieven              |
| Dr. O'Hannon     | Cliff Clark        | Anton Reimer               |
| Betrunkener      | Harry Hines        | Hans Ulrich                |
| Betrunkener      | John Miller        | Hugo Gottschlich           |
| Nadel-Nellie     | Ida Moore          | Margarete Haagen           |
| Joey             | Ralph Reed         | Hans Clarin                |
| Elkins           | Ric Roman          | Herbert Gernot             |
| Baxter           | Pierre Watkin      | Walter Schramm             |
| Polizist         | Duke Watson        | Willy Friedrichs           |

Anmerkung: Die kursiv geschriebenen Namen sind Rollen und Darsteller, die nicht im Abspann erwähnt wurden.

## Veröffentlichung
Die Premiere des Films fand am 16. Januar 1952 statt. In der Bundesrepublik Deutschland kam er am 10. Oktober 1952 in die Kinos, in Österreich im November 1953.

## Kritiken
Der Filmkritiken-Aggregator Rotten Tomatoes hat in einer Auswertung von fünf Kritiken eine Zustimmungsrate von 100 Prozent errechnet. Das Publikumsergebnis hat sich bei 87 Prozent positiver Bewertungen eingependelt.
Bosley Crowther von der The New York Times zeigte sich enttäuscht. Abgesehen von ein seichter Auseinandersetzung mit der Vorliebe des Publikums für Nervenkitzel und ein paar zweifelhaften Anspielungen auf Boulevardtechniken gebe es in diesem Film nichts wirklich Schockierendes. Der einzige Charakter, der in dieser abgedroschenen und leblosen Darstellung eines mörderischen Redakteurs Aufsehen errege, sei ein kurz zu sehender Penner von der Bowery, der in einer Szene den von Schuldgefühlen geplagten Redakteur mit dem Blick eines Aasfressers vernichte. Die Moral dieses ganzen düsteren Unsinns bestehe darin, dass Korruption weitere Korruption hervorbringe. Die Moral sei in Ordnung und damit sei genug gesagt.
Der Kritiker des TV Guide befand, Regisseur Karlson leiste gute Arbeit und hatte ein gutes Gespür für diese Art von Stoff. Aber man müsse sich fragen, wie der Film unter der Regie des meisterhaften Howard Hawks oder seines besessenen und leidenschaftlichen Schöpfers Samuel Fuller gewesen sein könnte.
Das Lexikon des internationalen Films schrieb: „Spannender Kriminalfilm mit einem ernsten Anliegen, der hart mit gewissenlosen journalistischen Praktiken ins Gericht geht.“